# Clarias maclareni
Espèce
Synonymes
- Clarias maclareni Trewavas, 1962[1]

Statut de conservation UICN

 CR B1ab(iii)+2ab(iii) : 
En danger critique
Clarias maclareni est une espèce de poissons-chats de la famille des Clariidae et de l'ordre des Siluriformes.

## GenreClarias
Le genre Clarias regroupe un certain nombre d'espèce de poissons d'eau douce. Le genre Clarias se caractérise notamment par un corps plus ou moins allongé, une tête aplatie et la présence d'une seule nageoire dorsale, s'étendant jusqu'à la nageoire caudale. La nageoire adipeuse est donc absente (à l'exception d'une espèce, possédant une nageoire adipeuse réduite). Les nageoires paires ne sont pas confluentes. Les yeux, à bord libre, sont très petits. Le genre Clarias a été divisé en 6 sous-genres. Le genre Clarias fut décrit par Scopoli, 1777.

## Localité
Clarias maclareni est une espèce endémique de l'Afrique dans le Lac Barombi Mbo (Cameroun).(Barombi-ma-Mbu)

## Description
Clarias maclareni possède un fond de coloration brunâtre foncé sur le dos et les flancs avec le ventre et la partie inférieure des nageoires paires plus clairs. C. maclareni possède une tête relativement longue et large avec des yeux en position latérale. L'ensemble du premier arc brachial est composé de 14 à 16 branchiospines. L'épine pectorale est denticulée sur la partie antérieure. Comme les autres poissons de la famille des Clariidae, Clarias maclareni possède un organe supra-branchial qui lui permet de pratiquer une respiration aérienne.

### Taille
Clarias maclareni mesure une longueur totale comprise entre 35 centimètres et 40 centimètres. Un peu plus pour les vieux spécimens et spécimens d'aquarium.

## Maintenance
De manière générale les poissons du genre Clarias ne sont pas des plus difficiles à maintenir en aquarium. En cause, le fait qu'ils tolèrent une assez large gamme de caractéristiques physico-chimiques et d'assez bas taux d'oxygène. Pour Clarias maclareni, il faudra cependant prévoir un aquarium d'une contenance minimale de 700 litres pour un couple et tenir compte du fait qu'il est préférable de maintenir cette espèce en "bac spécifique" dû à son statut sur La Liste Rouge IUCN. (voir plus bas)

## Alimentation
Clarias maclareni est carnivore et se nourrit dans son milieu de necton (poisson dont la capacité de nage est tel qu'il peut se déplacer contre les courants), petits poissons et poissons osseux en tous genres. Clarias maclareni se nourrit en aquarium de tous types de proies fraiches comme les éperlans, les moules et crevettes ainsi que de petits calmars et autres proies du même genre et en proportion avec sa gueule.

## Reproduction
Clarias maclareni confectionne un nid avec toutes sortes de débris, feuilles et brindilles qui recouvrent son habitat. La femelle dépose des œufs adhésifs qui semblent être fertilisés directement dans le nid. Les œufs et larves sont le plus souvent gardés par un des parents directement au-dessus du nid, pendant que l'autre défend le territoire. Les œufs éclosent après environ 24 h et les jeunes atteignent la nage libre vers le troisième jour.

## StatutIUCN
Cette espèce de Clariidae endémique au lac de cratère Lac Barombi Mbo (7 km2) (Cameroun) est classé "En Danger Critique d'Extinction" (CR) sur la liste rouge des espèces menacées IUCN: « la principale menace est la plantation d'huiles ainsi que l'agriculture sur brûlis qui conduisent à la sédimentation et la pollution dans le lac (1 emplacement). Il y a des plans pour le développement commercial de la région pour le tourisme qui est également une menace potentielle du lac "rots"-CO2 (comme dans le lac Nyos). En outre la déforestation de l'environnement du cratère peut causer plus de vent qui pourrait conduire au lac "tournant", que le lac est stratifié, la couche inférieure étant très pauvre en oxygène et riche en matière organique. Des vents plus élevés peuvent provoquer des courants dans le lac qui pourraient contraindre cette couche inférieure à se mélanger avec la couche supérieure où les poissons vivent. Cela risque de provoquer une diminution massive d'oxygène dans l'eau et tuer les poissons. Avec le prélèvement d'eau pour alimenter la ville de Kumba (qui est susceptible de se densifier) et les plans de développement commercial du secteur du tourisme, cette sous-espèce est considérée comme en danger critique d'extinction. »

### Remarque
Clarias maclareni est une espèce de Clariidae classé en Danger Critique d'Extinction sur la liste rouge IUCN d'espèces Menacées. Clarias maclareni possède une aire de répartition très restreinte, ne dépassant pas le Lac Barombi Mbo au Cameroun (Afrique). Clarias maclareni est donc une espèce à maintenir dans les meilleures conditions possibles (en aquarium et pisciculture), afin de la reproduire et de la diffuser de manière exemplaire".